# Jackson Robert Scott
Jackson Robert Scott (Phoenix, 2008. szeptember 18. –) amerikai színész. 
Legismertebb alakítása Georgie Denbrough az Az (2017) és az Az – Második fejezet (2019) című filmekben. 2022 és 2022 között a Netflix Locke & Key – Kulcs a zárját című sorozatának szereplője volt.

## Élete és pályafutása
Scott az arizonai Phoenixben született és nőtt fel. Egy testvér van, Addison Kathleen Scott. Beiratkozott iskolájának mandarin nyelvi programjába, ahol megtanult mandarin kínaiul beszélni. Ő maga is cserkész.
Részt vett a CGTV színészi programjában, ahol számos színészi technikát elsajátított. A CGTV programban a Nickelodeon és a Disney színészeivel, valamint Adrian R'Mantéval, a CGTV alapítójával dolgozott együtt. Kedvenc órája az improvizációs tanfolyam volt.
A CGTV-nél töltött idő ideje alatt egy vezető ügynökség fedezte fel őt és elkezdte a meghallgatásokat és az önálló felvételeket a legszínvonalasabb televíziós műsorok számára.

## Filmográfia

### Film
| Év   | Magyar cím           | Eredeti cím                      | Szerep               | Magyar hang     |
| ---- | -------------------- | -------------------------------- | -------------------- | --------------- |
| 2017 | Az                   | It                               | Georgie Denbrough    | Sándor Barnabás |
| 2018 |                      | Skin (rövidfilm)                 | Troy                 |                 |
| 2019 | Az – Második fejezet | It: Chapter Two                  | Georgie Denbrough    | Sándor Barnabás |
| 2019 | A csodagyerek        | The Prodigy                      | Miles Blume          | Mayer Marcell   |
| 2020 |                      | Gossamer Folds                   | Tate Millikin        |                 |
| 2021 |                      | They Came From Below (rövidfilm) | Luke                 |                 |
| 2022 |                      | Jesus Revolution                 | Greg Laurie fiatalon |                 |

### Televízió
| Év        | Magyar cím                   | Eredeti cím           | Szerep             | Megjegyzések                                                               |
| --------- | ---------------------------- | --------------------- | ------------------ | -------------------------------------------------------------------------- |
| 2015      | Gyilkos elmék                | Criminal Minds        | Cole Vasquez       | 1 epizód                                                                   |
| 2017      | Fear the Walking Dead        | Fear the Walking Dead | Troy Otto fiatalon | 1 epizód                                                                   |
| 2020–2022 | Locke & Key – Kulcs a zárját | Locke & Key           | Bode Locke         | - főszereplő (10 epizód) - magyar hangjai: - Maszlag Bálint - Kerekes Máté |

## Fordítás
- Ez a szócikk részben vagy egészben  a   Jackson Robert Scott című angol Wikipédia-szócikk fordításán alapul.  Az eredeti cikk szerkesztőit annak laptörténete sorolja fel. Ez a jelzés csupán a megfogalmazás eredetét és a szerzői jogokat jelzi, nem szolgál a cikkben szereplő információk forrásmegjelöléseként.